# Sidorowo (przystanek kolejowy)
Sidorowo (ros. Сидорово) – przystanek kolejowy w rejonie wołchowskim, w obwodzie leningradzkim, w Rosji. Położony jest na linii Wołchow - Murmańsk, w oddaleniu od skupisk ludzkich. Najbliższą miejscowością jest Wołosowo.